# Harry Lorayne
Harry Lorayne (Manhattan, Nueva York, 4 de mayo de 1926-Newburyport, Massachusetts, 7 de abril de 2023) fue un ilusionista y mnemonista estadounidense que fue apodado por la revista Times como "The Yoda of Memory Training" (lit. "El Yoda del entrenamiento de la memoria"). Fue famoso por sus demostraciones de sus capacidades mnemotécnicas así como por su cartomagia, algunos de sus trucos siguen siendo realizados por magos profesionales. Apareció en The Tonight Show Starring Johnny Carson.
Escribió varios libros, incluyendo el superventas The Memory Book, de 1961, del que se han realizado varias ediciones. En sus libros, se dedicó a desmitificar muchos de los malos hábitos de la memoria. Su forma de escribir fue fácil de entender, ya que se expresaba de forma clara y concisa, demostrando credibilidad y conocimiento. 

## Vida y carrera
Creció en el Lower East Side de Nueva York y aprendió prestidigitación y trucos con las manos en el Hamilton Fish Park en la década de los 30's. A la edad de 18 años, comenzó a hacer presentaciones como mago de mesa en el Billy Reed´s Little Club en el número 70 Este de la Calle 55 de Nueva York. El actor Victor Jory, conocido por su rol como detective de magos, era un cliente habitual del club. Lorayne comenzó con sus trucos de memoria para Jory, quien emocionado respondió cambiando sus presentaciones haciéndolas más frecuentes.
Comenzó apareciendo en televisión nacional en 1963 (después de ser presentador en su propio espectáculo en un canal local en 1951, llamado The Profr. Magic Show), primero en  I've Got a Secret; donde demostró su habilidad para recordar el nombre de todas las personas en el público y posteriormente en The Ed Sullivan Show y muchos otros espectáculos de televisión, incluido Jack Paar, The Merv Griffin Show, The Mike Douglas Show, The Regis Philbin Show, Good Morning America, The Today Show, That's Incredible, David Susskind. Él hizo varias presentaciones (23 veces) en el The Tonight Show Starring Johnny Carson.
Para demostrar su memoria, Harry Lorayne estaba de pie junto al presidente del club, éste había ido y presentado a cada miembro. El número de miembros de un club podía alcanzar hasta 1,500. Después de una hora y media, Lorayne podía hablar de memoria por cerca de 20 minutos y después preguntaba si alguien tenía dudas. Él prometía pagar a cualquier persona que preguntara y de la cual él no recordara su nombre la cantidad de mil dólares. Él siempre recordó los nombres de todos y cada uno del público. Lorayne además fue noticia cuando memorizó y dio información contenida en la guía telefónica sin errores. En casi todas sus apariciones en público demostró sus habilidades, él podía conocer a todas las personas en el público, después abría su espectáculo pidiendo a la gente que conocía que se levantara, después les pedía que a medida que los fuera señalado y dijera su nombre se fueran sentando. El resultado fue que sentó a todos en el público. Tuvo una escuela de memoria en Nueva York empleando a instructores tales como  Darwin Ortiz y su curso en video (MEMORY POWER) ha sido usado como parte del entrenamiento en muchas altas corporaciones.

## Escritor y columnista
Harry Lorayne fue un prolífico autor de libros de entrenamiento a la memoria dirigidos al público en general; también escribió libros para magos profesionales. Su libro The Memory Book ha vendido alrededor de dos millones de copias, mientras que en  Chronicles: Volume One, Bob Dylan escribe que él leyó el libro de Lorayne poco antes de iniciar como estrella de música después de estar buscando en la colección de libros de un amigo.
Por 20 años, Lorayne escribió y publicó la revista mensual Apocalypse, además de ser columnista para la revista Genii.